# João Tempera
João Tempera (Almada, 15 de Maio de 1979) é um ator de teatro, cinema e televisão, músico e dobrador de voz português.

## Biografia
Filho de funcionários da Lisnave, cresceu numa família apaixada pelas artes, tendo o seu pai feito teatro amador e escrito vários livros. Academicamente, frequentou o curso de Antropologia, formou-se na Escola Superior de Teatro e Cinema, sucessora do antigo Conservatório Nacional de Lisboa, em Teatro e tirou um bacharelato em Formação de Atores. Após os seus estudos, integrou a companhia do Teatro da Comuna durante mais de uma década, onde recebeu a sua primeira menção honrosa da Associação de Críticos pelo seu desempenho em "A Cabra ou quem é Sylvia?", polémica peça de Edward Albee, encenada por Álvaro Correia. Nos anos seguintes interpretou diversos papéis, dando o salto não só para a televisão e o cinema mas também para a dobragem de voz de ficção e publicidade. Em 2013 destacou-se como um dos protagonistas na série de televisão "Os Filhos do Rock", emitida pela RTP1, tendo anos antes, em 2008, expandido a sua carreira artística para a música como compositor, letrista e interprete sob o nome João e a Sombra.
É também fundador da Aletria - Biblioteca Itinerante de Almada.

## Carreira
| Ano  | Título                                       | Autoria                                | Personagem                                     | Companhia                                                                              | Encenação           | Notas         |
| ---- | -------------------------------------------- | -------------------------------------- | ---------------------------------------------- | -------------------------------------------------------------------------------------- | ------------------- | ------------- |
| 1999 | D. João e Julieta                            | Natália Correia                        |                                                | Co-produção Teatro da Comuna e Teatro da Trindade                                      | João Mota           | [ 3 ]         |
| 1999 | Tudo Corre Bem no Melhor dos Mundos          | António Torrado                        | Sicário                                        | Teatro da Comuna                                                                       | João Mota           |               |
| 1999 | Inter-Rail                                   | Abel Neves                             | Bruno                                          | Teatro da Comuna                                                                       | Álvaro Correia      |               |
| 2000 | Não sobre Rouxinóis                          | Tennesse Williams                      | Swifty                                         | Teatro da Comuna                                                                       | Alfredo Brissos     |               |
| 2001 | 2001 Meninas ao Espaço                       | Carlos Paulo                           |                                                | Teatro da Comuna                                                                       | Carlos Paulo        | [ 4 ]         |
| 2001 | Ubu na Comuna                                | Alfred Jarry                           | Bardalau / Nobre / Conselheiro / Urso / Rensky | Teatro da Comuna                                                                       | João Mota           |               |
| 2001 | Categoria 3.1                                | Lars Nóren                             | Esquizofrénico                                 | Auditório Hospital do Conde Ferreira (âmbito Porto 2001 – Capital Europeia da Cultura) | Álvaro Correia      |               |
| 2002 | As Páginas Arrancadas                        | Luiz Francisco Rebello                 |                                                | Teatro da Comuna                                                                       | João Mota           |               |
| 2002 | Era Uma Vez 4                                | António Torrado                        | Guarda / Zé das Moscas / Roberto               | Teatro da Comuna                                                                       | João Mota           |               |
| 2004 | A Cabra ou quem é Sylvia?                    | Edward Albee Carlos Paulo              | Billy                                          | Teatro da Comuna                                                                       | Álvaro Correia      | [ 5 ]         |
| 2004 | Cara de Fogo                                 | Marius von Mayenburg                   |                                                | Teatro da Comuna                                                                       | João Mota           | [ 6 ]         |
| 2004 | Dez Dedinhos nas Mãos, Nove Dedinhos nos Pés | Sue Townsend                           |                                                |                                                                                        | Alfredo Brissos     | [ 7 ]         |
| 2005 | Www. Feios, Porcos e Maus. Pt                | Carlos Paulo                           |                                                | Café-Teatro (Teatro da Comuna)                                                         | Carlos Paulo        |               |
| 2005 | Roberto Zucco                                | Bernard-Marie Koltés                   | Roberto Zucco                                  | Teatro da Comuna                                                                       | João Mota           | [ 8 ]         |
| 2005 | O Homem Sem Sombra                           | Hans Christian AndersenAntónio Torrado | Homem Sábio                                    | Teatro da Comuna                                                                       | João Mota           | [ 9 ]         |
| 2006 | A Casa da Lenha                              | António Torrado                        | Tenente Aboim / António Fonseca Cartaxo        | Teatro Nacional D. Maria II                                                            | João Mota           | [ 10 ]        |
| 2006 | Todos os que Caem                            | Samuel Beckett                         | Tommy                                          | Teatro da Comuna                                                                       | João Mota           | [ 11 ]        |
| 2007 | Hamlet                                       | William Shakespeare                    |                                                | Co-produção Teatro da Comuna e Teatro Maria Matos                                      | João Mota           |               |
| 2007 | Tartufo                                      | Molière                                | Damis                                          | Teatro da Comuna                                                                       | João Mota           |               |
| 2007 | Misantropo                                   | Molière                                | Filinto                                        | Teatro da Comuna                                                                       | Álvaro Correia      |               |
| 2008 | Homem Sem Rumo                               | Arne Lygre                             | Irmão de Peter                                 | Teatro da Comuna                                                                       | Álvaro Correia      |               |
| 2008 | Hóspedes indesejados                         | João Mota                              |                                                | Teatro da Comuna                                                                       | João Mota           | [ 12 ]        |
| 2008 | Berlim                                       | Gonçalo M. Tavares                     | Peso de Markus                                 | Teatro da Comuna                                                                       | João Mota           |               |
| 2012 | Design for Living                            | Noel Coward                            | Leo                                            | Teatro da Comuna                                                                       | Álvaro Correia      | [ 13 ]        |
| 2012 | A Agonia Irreversível                        | Juan Benet                             |                                                | Teatro da Comuna                                                                       | Carlos Paulo        |               |
| 2022 | Não Me Faças Perder Tempo                    | Luís António Coelho                    |                                                | Novo Grupo de Teatro (Teatro Aberto)                                                   | Rui Neto            | [ 14 ] [ 15 ] |
| 2023 | Noite de Reis                                | William Shakespeare                    |                                                | Teatro da Trindade                                                                     | Ricardo Neves-Neves | [ 16 ]        |
| 2024 | O Homem-Almofada                             | Martin McDonagh                        |                                                | Auditório do Fórum Cultural do Seixal                                                  | Miguel Sopas        |               |

| Ano  | Título                          | Personagem   | Realização                     | Notas                      |
| ---- | ------------------------------- | ------------ | ------------------------------ | -------------------------- |
| 2007 | Dot.com                         | Pedro        | Luís Galvão Teles              |                            |
| 2007 | A Outra Margem                  | Boy          | Luís Filipe Rocha              |                            |
| 2010 | A Corrida                       | Afonso       | Catarina Carrola e Rui Madruga | Curta-metragem             |
| 2015 | The Block                       | Mr. Calvino  | Jorge Vaz Gomes                | Curta-metragem             |
| 2016 | Refrigerantes e Canções de Amor | Pedro Capelo | Luís Galvão Teles              |                            |
| 2017 | Alguém Como Eu                  | Tiago        | Leonel Vieira                  |                            |
| 2017 | Ramiro                          | Marcos       | Manuel Mozos                   |                            |
| 2017 | Where I Belong                  | Marinho      | Miguel Munhá                   | Curta-metragem             |
| 2022 | Os Demónios do Meu Avô          | Hugo         | Nuno Beato                     | Longa-metragem de Animação |

| Ano  | Título                  | Personagem              | Emissão | Notas      |
| ---- | ----------------------- | ----------------------- | ------- | ---------- |
| 2006 | Jura                    | Rodrigo                 | SIC     | Telenovela |
| 2007 | Vingança                | Segurança               | SIC     | Telenovela |
| 2007 | A Casa da Lenha         | António Fonseca Cartaxo | RTP1    |            |
| 2008 | Equador                 | Mateus Resende          | TVI     | Série      |
| 2010 | Sedução                 | Vicente4                | TVI     | Telenovela |
| 2010 | A Noite do Fim do Mundo | David                   | RTP1    | Minissérie |
| 2011 | Tempo Final             | Raúl                    | RTP1    | Minissérie |
| 2013 | Os Filhos do Rock       | JP                      | RTP1    | Série      |
| 2015 | A Única Mulher          | Inspector da PJ         | TVI     | Telenovela |
| 2015 | Santa Bárbara           |                         | TVI     | Telenovela |
| 2018 | Der-Lissabon-Krimi      | Miguel Torres           | ARD     | Série      |
| 2019 | Solteira e Boa Rapariga | Rui                     | RTP1    | Série      |
| 2020 | Conta-me como Foi       | Leandro                 | RTP1    | Série      |
| 2022 | Causa Própria           | Enfermeiro Pedro        | RTP1    | Série      |
| 2023 | Sangue Oculto           | Matias                  | SIC     | Telenovela |

| Ano  | Título                                                              | Personagem         | Estúdio de Dobragem | Notas              |
| ---- | ------------------------------------------------------------------- | ------------------ | ------------------- | ------------------ |
| 2002 | Spider-Man (versão portuguesa)                                      | Peter Parker       | Matinha             | Longa-metragem     |
| 2003 | Híssis                                                              | Narrador           |                     | Curta-metragem     |
| 2004 | Spider-Man 2 (versão portuguesa)                                    | Peter Parker       | Matinha             | Longa-metragem     |
| 2005 | Bionicle 3: Web of Shadows (versão portuguesa)                      | Norik              | Matinha             | Longa-metragem     |
| 2005 | Harry Potter and the Goblet of Fire (versão portuguesa)             | Devorador da Morte | On Air              | Videojogo          |
| 2007 | Spider-Man 3 (versão portuguesa)                                    | Peter Parker       | Matinha             | Longa-metragem     |
| 2005 | Time Warp Trio (versão portuguesa)                                  | João               | RTP                 | Série de televisão |
| 2013 | Pac-Man and the Ghostly Adventures (versão portuguesa)              | Blinky             | ZOV                 | Série de televisão |
| 2014 | The Skinner Boys: Guardians of the Lost Secrets (versão portuguesa) |                    | ZOV                 | Série de televisão |
| 2023 | Os Demónios do Meu Avô                                              | Hugo               | ZOV                 | Longa-metragem     |

## Discografia
| Ano  | Título               | Formato | Editora           | Notas |
| ---- | -------------------- | ------- | ----------------- | --- |
| 2008 | João e a Sombra      | EP      |                   | Design de capa da autoria de Ana Taipas; Participações de Pedro Pereira (Kumpania Algazarra) e Vasco Casais Ribeiro (Dazkarieh) |
| 2014 | Outra Coisa Qualquer | Albúm   | Plateia d'Ilusões | Design de capa da autoria de Hélio Luís                                                                                         |